# Oye-et-Pallet
 Oye-et-Pallet  es una comuna y población de Francia, en la región de Franco Condado, departamento de Doubs, en el distrito y cantón de Pontarlier.
Su población en el censo de 1999 era de 579 habitantes.
Está integrada en la Communauté de communes du Mont-d'Or et des Deux Lacs .

## Demografía
| 341 | 332 | 340 | 369 | 467 | 579 |
| Para los censos de 1962 a 1999 la población legal corresponde a la población sin duplicidades (Fuente: INSEE [Consultar]) |     |     |     |     |     |